# Wolsztyn (gromada)
Wolsztyn – dawna gromada, czyli najmniejsza jednostka podziału terytorialnego Polskiej Rzeczypospolitej Ludowej w latach 1954–1972.
Gromady, z gromadzkimi radami narodowymi (GRN) jako organami władzy najniższego stopnia na wsi, funkcjonowały od reformy reorganizującej administrację wiejską przeprowadzonej jesienią 1954 do momentu ich zniesienia z dniem 1 stycznia 1973, tym samym wypierając organizację gminną w latach 1954–1972.
Gromadę Wolsztyn z siedzibą GRN w mieście Wolsztynie (nie wchodzącym w skład gromady) utworzono 4 lipca 1968 w powiecie wolsztyńskim w woj. poznańskim z obszarów zniesionych gromad Obra i Komorowo w tymże powiecie.
W 1969 gromada miała 27 członków GRN.
31 grudnia 1971 do gromady Wolsztyn włączono miejscowości Adamowo, Błocko, Gościeszyn, Dąbrowa Nowa i Dąbrowa Stara ze zniesionej gromady Widzim Stary w tymże powiecie.
Gromada przetrwała do końca 1972 roku, czyli do kolejnej reformy gminnej. 1 stycznia 1973 w powiecie wolsztyńskim reaktywowano zniesioną w 1954 roku gminę Wolsztyn.